# Truy sát (phim 2008)
Truy sát (tựa tiếng Anh: Wanted) là một bộ phim hành động Mỹ sản xuất năm 2008 dựa trên truyện tranh cùng tên của Mark Millar, Wanted. Kịch bản phim thực hiện bởi Chris Morgan, Michael Brandt và Derek Haas, đạo diễn bởi Timur Bekmambetov. Phim có sự tham gia của James McAvoy, Angelina Jolie, Morgan Freeman, Thomas Kretschmann, Common, Terence Stamp và Konstantin Khabensky. Câu chuyện nói về Wesley Gibson (McAvoy), một kế toán viên bất mãn khám phá ra rằng anh là con của một sát thủ chuyên nghiệp và quyết định tham gia The Fraternity, hội kín mà bố anh từng làm việc.

## Nội dung
Wesley Gibson là một kế toán viên, anh bị mắc chứng căng thẳng tột độ, anh làm việc cho một bà sếp khó chịu, và đang sống với cô bạn gái ngoại tình với người bạn thân của anh. Một buổi tối, Wesley gặp cô gái tên Fox, người nói với anh rằng người bố vừa bị giết của anh là một sát thủ, và gã sát thủ Cross đang săn lùng anh. Cross và Fox có một cuộc đọ súng với nhau. Fox và Wesley sau đó lên xe hơi chạy thoát.
Wesley tỉnh dậy trong một nhà máy, xung quanh anh là Fox và những sát thủ khác. Sloan, người thủ lĩnh của nhóm, bắt buộc Wesley bắn vào cánh của mấy con ruồi. Sloan giải thích rằng khi Wesley căng thẳng, một lượng lớn adrenaline được đưa lên não anh, giúp anh làm được những chuyện phi thường. Ông tiết lộ rằng bố của Wesley và Cross từng là thành viên của Fraternity, tổ chức của những sát thủ siêu đẳng. Sloan muốn huấn luyện Wesley để anh có thể đi giết Cross.
Wesley rời khỏi tòa nhà và sáng hôm sau anh thức dậy trong căn hộ của anh. Anh phát hiện ra tài khoản ngân hàng của mình đang có vài triệu đôla. Anh mắng chửi bà sếp trước mặt các đồng nghiệp và dùng bàn phím đập vào mặt người bạn thân. Fox đang chờ đợi Wesley để chở anh đến tòa lâu đài của Fraternity.
Wesley tập luyện dưới sự chỉ đạo của Sloan. Anh học cách chịu đau đớn, đánh tay đôi, giao chiến bằng dao, bắn súng và uốn cong đường đạn. Wesley gặp rủi ro trong tập luyện, anh cho rằng mình đã sẵn sàng, nhưng Sloan không đồng ý. Wesley cố gắng tập trung hơn và bắt đầu giỏi hơn trong tập luyện. Sloan cho anh thấy Khung cửi Định mệnh, thứ cung cấp cho họ tên của những mục tiêu cần phải trừ khử. Khung cửi nhận ra ai sẽ gây ra tội ác trong tương lai, và Sloan là người có thể giải mã.
Sau một vài nhiệm vụ thành công, bao gồm cả việc đá cô bạn gái với sự giúp đỡ của Fox, Wesley có cuộc đấu súng với Cross, vô tình giết chết một người bạn. Cross bắn vào vai của Wesley. Sloan chấp nhận cho Wesley đi trả thù cho bố anh, nhưng ông bí mật giao cho Fox nhiệm vụ giết Wesley, vì tên anh hiện trên Khung cửi.
Sau khi điều tra về viên đạn trên vai, Wesley lần đến chỗ ông già tên Pekwarsky. Wesley và Fox bắt giữ Pekwarsky, người dàn xếp cuộc hẹn với Cross. Wesley đối đầu với Cross trên chiếc xe lửa đang chạy, Fox tông xe hơi vào trong xe lửa, gây ra vụ trật bánh. Cross giúp Wesley không bị rơi xuống bên dưới, nhưng Wesley bắn ông. Trước khi chết, Cross tiết lộ ông chính là bố ruột của Wesley. Fox xác nhận điều này, giải thích rằng Wesley được tuyển chọn vào tổ chức vì anh là người duy nhất Cross không muốn giết. Fox định giết Wesley, nhưng anh nhảy xuống sông.
Pekwarsky đưa Wesley về căn hộ của Cross, nằm đối diện với căn hộ của Wesley. Pekwarsky kể rằng Sloan bắt đầu tạo ra những mục tiêu nhằm trục lợi cho ông ta sau khi ông ta bị Khung cửi nêu tên. Cross phát hiện ra sự thật và giết các thành viên Fraternity để giữ họ tránh xa con trai mình. Cross mong muốn Wesley có một cuộc sống yên bình, không bạo lực. Tuy nhiên Wesley quyết định giết Sloan sau khi thấy căn phòng bí mật của bố mình, có chứa tài liệu về tòa lâu đài của Fraternity.
Wesley gắn bom vào đàn chuột rồi thả chúng tràn vào tòa lâu đài của Fraternity, gây ra những vụ nổ. Sau đó anh tấn công vào lâu đài, giết chết nhiều sát thủ. Vào trong phòng của Sloan, Wesley bị bao vây bởi Fox và các sát thủ khác. Sloan nói rằng những người có mặt ở đây đều đã bị Khung cửi nêu tên. Sloan cho các thành viên hai lựa chọn: tự sát để tuân theo mật mã, hoặc là giết Wesley rồi dùng kỹ năng của họ kiểm soát thế giới. Fox bắn một phát súng cho viên đạn bay theo vòng tròn giết chết mọi người trong phòng, chính cô cũng bị giết. Sloan đã bỏ chạy khỏi tòa lâu đài.
Tài khoản ngân hàng đã bị Sloan rút sạch tiền, Wesley đành quay lại với công việc văn phòng. Sloan xuất hiện để giết Wesley, tuy nhiên người đang ngồi đó chỉ là mồi nhử. Wesley giết Sloan bằng một phát đạn được bắn từ khoảng cách rất xa, giống như cách bố anh từng làm.

## Diễn viên
- James McAvoy vai Wesley Gibson
- Angelina Jolie vai Fox
- Morgan Freeman vai Sloan
- Thomas Kretschmann vai Cross
- Terence Stamp vai Pekwarsky
- Common vai Earl Spellman / The Gunsmith
- Konstantin Khabensky vai The Exterminator
- Marc Warren vai The Repairman
- Dato Bakhtadze vai The Butcher
- David O'Hara vai Ông X
- Chris Pratt vai Barry
- Kristen Hager vai Cathy
- Sophiya Haque vai Puja
- Lorna Scott vai Janice